# تارانیکولام
تارانیکولام (به لاتین: Tharanikkulam) یک منطقهٔ مسکونی در سری‌لانکا است که در استان شمالی (سری‌لانکا) واقع شده‌است.